# The High & Mighty
Pour l’article homonyme, voir High and Mighty.
The High & Mighty est un groupe de hip-hop américain, originaire de Philadelphie, en Pennsylvanie. Le groupe comprend le rappeur Mr. Eon et le disc jockey DJ Mighty. Le duo gagne en popularité au milieu des années 1990 et signent au label Rawkus Records dans lequel ils publieront leur premier album Home Field Advantage en 1999.

## Biographie
La carrière musicale de High & Mighty, comprenant le rappeur Mr. Eon (Eric Meltzer) et le disc jockey DJ Mighty Mi (Milo Berger), démarre au milieu des années 1990, et les deux décident de fonder leur propre label discographique, Eastern Conference. Le groupe enregistre initialement plusieurs singles, et gagnent en popularité notamment grâce à leur titre Open Mic Night en 1997. Le groupe attire alors l'intérêt du label Rawkus Records, et y publie en 1999 son premier album, Home Field Advantage, publié le 24 août. Celui-ci contient notamment des participations de Mos Def, Kool Keith, What?What?, Evidence de Dilated Peoples, Defari, et Eminem,. L'album atteint la 183e place du Billboard 200. Les singles extraits de l'album, Dick Starbuck "Porno Detective" et B-Boy Document 99 atteignent également les classements.
Ils forment ensuite, avec le rappeur Cage, le groupe Smut Peddlers. En 2001, ils publient toujours chez Rawkus l'album Porn Again. Ils décident ensuite de quitter Rawkus pour produire leurs albums sur leur propre label, Eastern Conference Records (fondé en 1996), avec le soutien de Landspeed Records. Le groupe publie son deuxième album Air Force 1 le 26 mai 2002. L'album atteint la 35e place des Top Independent Albums. Ils publieront ensuite d'autres albums tels que The Highlite Zone le 7 octobre 2003, Color Over le 25 avril 2005, et 12th Man le 31 mai 2005.

## Style musical
The High & Mighty est un groupe qui « casse » les stéréotypes habituels du hip-hop. Les chansons traitent de sujets ou font références à des choses inhabituelles dans le rap. Les titres de leurs albums et le nom de leur label sont des clins d'œil à leur sujet préféré[réf. nécessaire] : les sports américains. Home Field Advantage, par exemple, contient de nombreuses allusions sportives, notamment sur le morceau Friendly Game of Football qui mentionne l'équipe des Mets de New York de 1969 ainsi que des joueurs en particulier. Le titre de leur second album est, quant à lui, une référence à une chaussure de sport de Nike, la célèbre Air Force One. Le groupe puise également son inspiration dans les films de la saga Star Wars : l'album Home Field Advantage contient par exemple des paroles à propos de Mace Windu, Greedo, Anakin Skywalker, C-3PO.

## Discographie
- 1999 : Home Field Advantage[9]
- 2001 : Porn Again (Smut Peddlers (High, Mighty et Cage))
- 2002 : Air Force 1
- 2003 : The Highlite Zone
- 2005 : Color Over
- 2005 : 12th Man